# 폭스 테리어

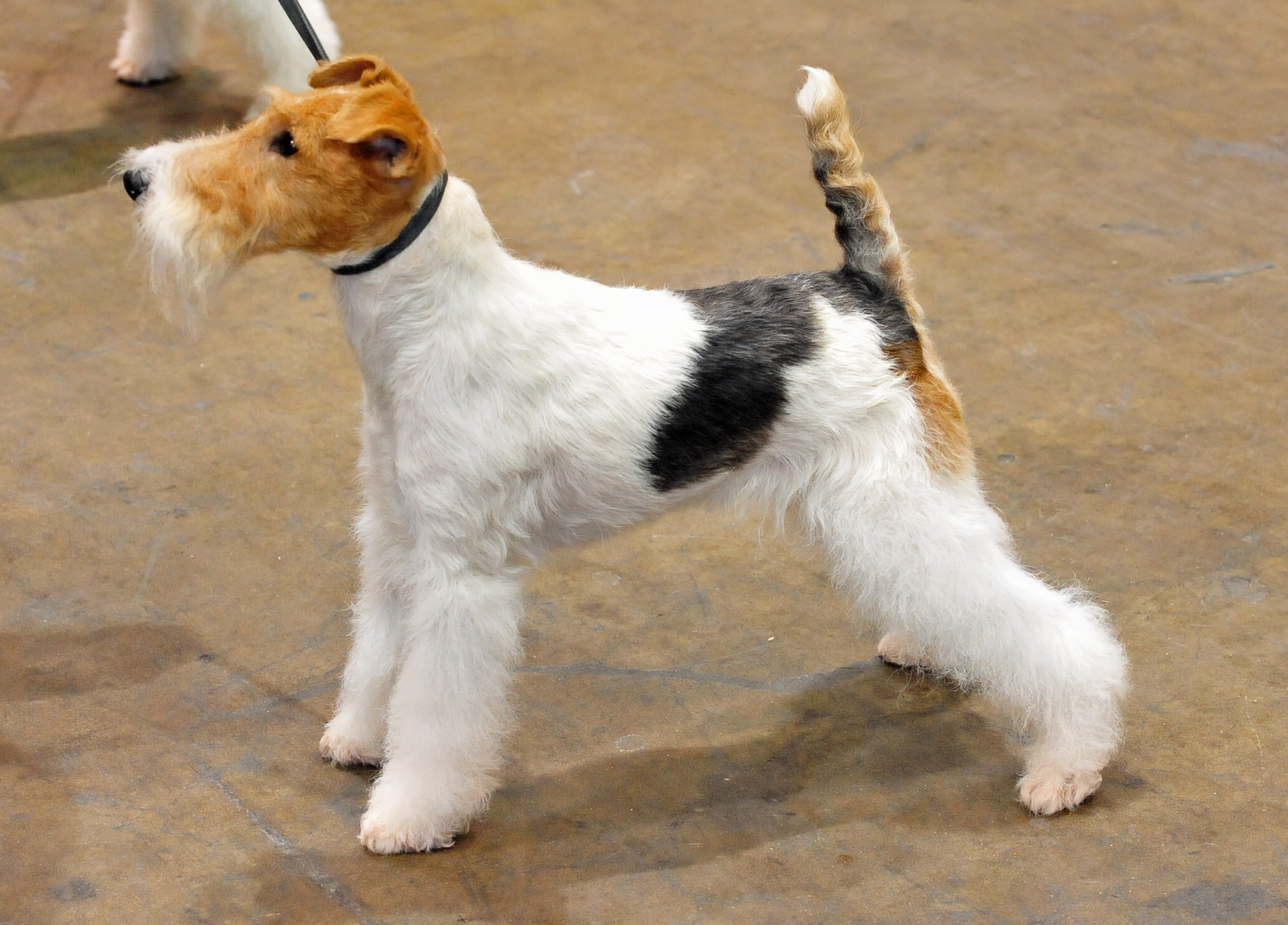
폭스 테리어

폭스 테리어(Fox Terrier)는 어깨높이 약 40cm의 작은 개인데 본래는 사냥개로서 특히 여우사냥에 많이 쓰였으므로 이 이름이 붙여졌다. 영국 원산의 애완견으로 예민한 감각과 민첩한 행동, 총명한 두뇌를 겸비하고 있다. 애완용이 된 것은 19세기 말 경이다. 색깔은 흰 바탕에 검은색과 황갈색의 얼룩점이 있다. 입 끝이 길게 나오고 몸통이 짧은 것이 우수하다.

## 역사
영국 의사 존 케이우스(John Caius)는 1577년 작품 English Dogges에서 잉글리시 테리어 유형을 설명했다. 18세기에는 모든 테리어가 강모에 검은색과 황갈색을 띠는 것으로 기록되었다. 화이트 테리어에 대한 최초의 기록은 1790년에 토마스 손튼(Thomas Thornton) 대령이 소유했던 피치(Pitch)라는 개였다. 이 개는 쏘리 길핀(Sawrey Gilpin)의 그림의 주제였으며, 그는 아직 살아 있을 때 이 개의 초상화를 그렸다. 1810년 이전에 제작된 이 그림의 판화에는 다음과 같은 문구가 붙어 있었다. 20세기 초의 개 작가들은 피치가 테리어-그레이하운드 교배종이라고 제안했는데, 이것이 바로 이 품종에 색깔이 도입된 방식이었다.
현대의 폭스 테리어를 탄생시킨 19세기 초의 번식 방식에 대해서는 알려진 바가 많지 않다. 그러나 비글, 올드 잉글리시 불독, 잉글리시 토이 테리어, 포인터, 심지어 달마시안까지 모두 이 품종의 탄생과 안정화에 사용된 것으로 생각된다.
1870년부터 폭스 테리어의 완전한 혈통이 존재한다. 올드 족(Old Jock), 트랩(Trap) 및 타르타르(Tartar)로 알려진 세 마리의 개는 가장 현대적인 화이트 테리어 계통의 조상이다. 올드 족은 블랙 앤 탠 테리어에서 자란 반면 트랩은 존 "잭" 러셀(John "Jack" Russell) 목사의 개 중 하나에서 태어났다. 러셀은 나중에 그의 이름을 딴 잭 러셀 테리어(Jack Russell Terrier) 품종 시리즈를 갖게 되었다. 타르타르에 대한 확실한 역사는 알려져 있지 않지만, 그는 또한 블랙 앤 탠 테리어 혈통에서 나온 것으로 생각된다. 이 시기의 암컷 개 중에서 그로브 네틀(Grove Nettle)이 가장 잘 알려졌다. 그 개들 외에도 올드 팁(Old Tip)이라는 이름의 또 다른 개는 현대 와이어 폭스 테리어(Wire Fox Terrier)의 조상으로 생각된다.
이 시기의 테리어는 다리가 짧고, 두툼한 체격을 갖고 있으며, 윗부분이 넓은 두개골을 갖고 있었다. 사냥용 무리로 사용하고 잉글리시 폭스하운드와 함께 사육장에 보관되는 이 견종은 여우를 굴에서 쫓아내는 능력을 위해 사육되었다. 점차적으로 사냥 속도가 빨라졌고, 테리어는 18세기 말에 더 빠른 속도를 내기 위해 더 긴 다리로 사육되었다. 그러나 크기가 커짐에 따라 폭스 테리어는 원래 목적으로 사용하기에는 너무 커졌고 여우 사냥에서의 사용은 줄어들기 시작했다.
영국의 폭스 테리어 클럽은 1876년에 설립되었으며, 9년 후에는 아메리칸 폭스 테리어 클럽이 설립되어 미국 개집 클럽의 회원이 된 최초의 품종 전문 클럽이 되었다.